# Boston Children’s Hospital

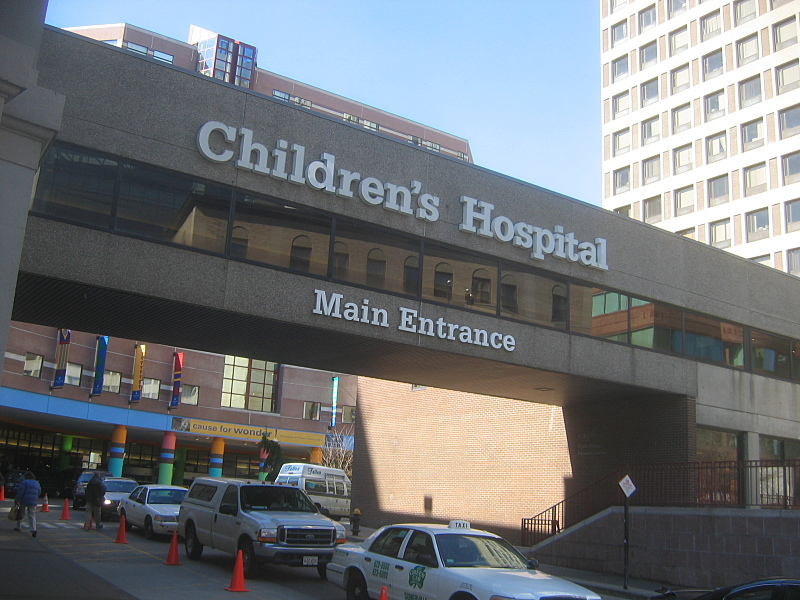
Der Haupteingang

Das Boston Children’s Hospital ist ein Kinderkrankenhaus in der Longwood Medical and Academic Area (LMA) in Boston und Lehrkrankenhaus der im LMA ansässigen Harvard Medical School. Es befindet sich an der Adresse 300 Longwood Avenue.

## Geschichte
Das Krankenhaus wurde 1869 gegründet. Unter anderem arbeiteten dort die Chirurgen William E. Ladd, Joseph Murray und Robert Edward Gross sowie die Wissenschaftler John Franklin Enders, Sidney Farber, Samuel L. Katz und Judah Folkman. Das Ende der 1970er Jahre eingerichtete Center for Pediatric Sleep Disorders wird von Richard Ferber geleitet.

## Medizinisches Angebot
Das Haus verfügte im Jahr 2011 über 395 Betten. Beschäftigt wurden zu diesem Zeitpunkt rund 2.000 Ärzte, 380 Forscher, 1.600 Vollzeit-Krankenschwestern sowie 9.000 weitere Angestellte.